# Дружне (Сумський район)
Дру́жне — село в Україні, у Лебединській міській громаді Сумського району Сумської області. Населення становить 33 осіб. До 2020 орган місцевого самоврядування — Гринцівська сільська рада.

## Географія
Село Дружне знаходиться за 4 км від витоків річки Вільшанка. На відстані 1 км розташоване село Мирне. По селу протікає пересихаючий струмок з загатою.

## Історія
12 червня 2020 року, відповідно до Розпорядження Кабінету Міністрів України № 723-р «Про визначення адміністративних центрів та затвердження територій територіальних громад Сумської області», увійшло до складу Лебединської міської територіальної громади.
19 липня 2020 року, після ліквідації Лебединського району, село увійшло до Сумського району.